# Claudio Rocchi
Claudio Rocchi (Milan, 8 janvier 1951 – Rome, 18 juin 2013) est un auteur-compositeur-interprète, bassiste et animateur de radio italien.
Il a été l’un des principaux protagonistes du rock psychédélique et du rock progressif italien.